# Urteilen (Psychologie)
Urteilen wird in diesem Artikel – im Gegensatz zum Artikel Urteil (Logik) – aus kognitionspsychologischer Perspektive betrachtet. Urteilen ist aus dieser Perspektive ein alltäglicher Prozess des Denkens. Der Urteilende ordnet einem Urteilsobjekt (Person, Situation, Objekt, abstrakte Konstrukte usw.) einen Wert (gut, bedenklich, immer …) auf einer Urteilsdimension zu. Das daraus resultierende und explizit zum Ausdruck gebrachte Ergebnis ist das Urteil. Urteilen ist also das Bewerten eines Urteilsobjekts. Urteilen kann aber auch die subjektive Erwartung zum Ausdruck bringen, z. B. ob ein Ereignis eintreten wird oder nicht. Diese Art von Urteil nennt man Wahrscheinlichkeitsurteil.
Das Urteilen ermöglicht dem Menschen, sein Handeln effektiv an Erfordernisse der Umwelt anzupassen und Ziele zu erreichen. Das Entscheiden (d. h. aus mindestens zwei Alternativen eine zu wählen) und das Abwägen kann schwierig sein oder erscheinen (siehe auch Entscheidung unter Unsicherheit).

## Urteilsdimensionen
Eine Urteilsdimension kann man sich wie eine Skala vorstellen, die, je nach Urteilsobjekt und Urteilsform (Bewertung oder Erwartung), mit entsprechenden Endpunkten versehen werden kann:
- Bewertungsdimension: gut – schlecht; zielbehindernd – zielfördernd; schwerwiegend – unbedenklich …
- Wahrscheinlichkeitsdimension: sicher – unsicher; immer – nie …

Urteilsdimensionen können vielfältiger Art sein. So lässt sich z. B. die Schätzung der Auftretenswahrscheinlichkeit eines Ereignisses auf einer sehr feinen Skala (0–100 %) angeben (z. B.: Regenwahrscheinlichkeit), wohingegen das Urteilen über beispielsweise den Wahrheitswert einer Aussage in einer dichotomen Klassifizierung vorgenommen wird; diese Skala hat die Endpunkte „wahr“ und „falsch“.

## Induktive und deduktive Urteile

### Induktive Urteile
Bei induktiven Urteilen wird vom Einzelfall auf das Allgemeine geschlossen. So lässt sich beispielsweise beim Beobachten bestimmter Leistungen auf die Intelligenz der Person schließen. Als weiteres Beispiel kann die Generalisierung und Kategorisierung angeführt werden. Hier führt beispielsweise die Beobachtung eines weißen Schwanes zu der Annahme, dass alle Schwäne weiß sind.

### Deduktive Urteile
Bei deduktiven Urteilen wird vom Allgemeinen auf das Besondere bzw. den Einzelfall geschlossen. Die Deduktion wird deshalb auch als logisches Schließen bezeichnet, weil es möglich ist, aus mindestens zwei Aussagen eine neue Aussage abzuleiten. Beispiel: Hermann lebt im Wasser
- Aussage: „Alle Fische leben im Wasser.“
- Aussage: „Mein Goldfisch Hermann ist ein Fisch.“
- logische Schlussfolgerung: „Auch Hermann lebt im Wasser.“

## Urteile nach Inhaltsbereichen
Urteile können nach Inhaltsbereichen voneinander abgegrenzt werden.

### Evaluative Urteile
Bei evaluativen Urteilen wird das Urteilsobjekt auf einer evaluativen Dimension bewertet, beispielsweise "gut – schlecht", "positiv – negativ" o. ä. Evaluative Urteile ermöglichen uns, Dinge, die wir mögen, von denen zu unterscheiden, die wir nicht mögen. Evaluative Urteile werden in der Sozialpsychologie v. a. unter der Bezeichnung Einstellung untersucht.

### Prädiktive Urteile
Prädiktive Urteile beziehen sich auf die Vorhersage von zukünftigen Ereignissen. In der Regel geht es um die Einschätzung der Wahrscheinlichkeit, mit der bestimmte Ereignisse eintreten. Prädiktive Urteile werden v. a. in der Entscheidungsforschung untersucht, da erst die Kombination des Wertes einer Option, dass dieser Wert erzielt wird, den entscheidungsrelevanten Nutzen einer Option ergibt (siehe Erwartung-mal-Wert-Modelle). Beispiel: Der Gewinn von 1 Mio. Euro wird als nicht sehr hoch bewertet, wenn die Gewinnwahrscheinlichkeit bei nur 0,00001 % liegt.

### Häufigkeitsurteile
Von großer Bedeutung für die Schätzung von Wahrscheinlichkeiten sind Urteile über die Häufigkeit, mit der Ereignisse in der Vergangenheit eingetreten sind. Häufigkeitsurteile werden v. a. in der Gedächtnispsychologie untersucht.

### Wahrheitsurteile
Ein großer Teil der Denkpsychologie beschäftigt sich mit der Frage, wie Menschen zu Urteilen über die Richtigkeit oder Falschheit von logischen Schlüssen gelangen. Typische Beispiele sind dafür beispielsweise klassische Syllogismen, worunter einfache Schlussfiguren verstanden werden, die aus zwei Prämissen und einer Schlussfolgerung bestehen. Beispiel:
- „Die Tour de France lässt sich nur mit Doping gewinnen.“
- „Der Radfahrer X hat gedopt.“
- die logisch zulässige Schlussfolgerung könnte sein: „Der Radfahrer X hat die Tour de France gewonnen.“

### Soziale Urteile
Bei sozialen Urteilen handelt es sich um Urteile über Personen oder aber über sich selbst. Die soziale Urteilsbildung zeichnet sich durch viele Eigenheiten aus, darunter:
- dass sich viele der im Sozialen beurteilten Eigenschaften nicht wirklich messen lassen,
- sie in der Regel aus einer Vielzahl von Hinweisreizen erschlossen werden müssen und
- dass der Urteilende und das Urteilsobjekt miteinander interagieren können.

Um beispielsweise die Vertrauenswürdigkeit einer Person einschätzen zu können, müssen wir sie in Situationen beobachten, in denen dieses Attribut einen Einfluss auf ihr Verhalten nehmen könnte. Aus ihrem Verhalten können wir unter Umständen die Vertrauenswürdigkeit einer Person erschließen.